# La Rochefoucauld, Charente
La Rochefoucauld là một xã thuộc tỉnh Charente trong vùng Nouvelle-Aquitaine tây nam nước Pháp. Xã này có độ cao từ 75-136 mét trên mực nước biển.
Thị trấn lấy tên theo tòa lâu đài nằm ở thị trấn.